# 휴넥스
휴넥스 주식회사(일본어: ヒューネックス株式会社, HuneX)는 일본 소재의 비디오게임 개발 업체로서, 1992년에 설립되었다

## 개요
NEC 홈 일렉트로닉스와 휴먼의 자회사로서 출발했으며, 출범 초기에는 PC 엔진용 게임을 주로 개발하였었다. 이후 NEC HE의 차세대기인 PC-FX로 퍼스트Kiss☆이야기 등을 발매하면서 본격적인 미소녀 게임 메이커로서의 도약을 시도했으나 그 이후부터는 PC용 미소녀게임의 콘솔 이식이나 SIMPLE시리즈 등 콘솔게임의 위탁 제작을 주로 맡고 있다.
한편 PC게임의 콘솔 이식에 있어서는 Pia캐롯에 어서오세요!!의 이식판 등 초기 작품에서부터 시작하여 최근의 BALDER BULLET EQULIBRIUM에 이르기까지 높은 이식도와 원작보다 진보된 인터페이스를 만들어 내는 것으로 정평이 나 있다.
현재 자사가 개발한 게임의 약 9할 정도가 타사 브랜드로 유통이 되고 있다.

## 게임
- 클라나드 (비디오 게임)
- 클로버하트
- Fate/stay night
- 완소! 퍼펙트 반장
- 하야테처럼!
- 쓰르라미 울 적에
- 소울 링크
- Starry☆Sky
- 토가이누의 피
- 비타민 X
- 새벽녘보다 유리색인
- 절대 가련 칠드런